# شركة شحن جوي

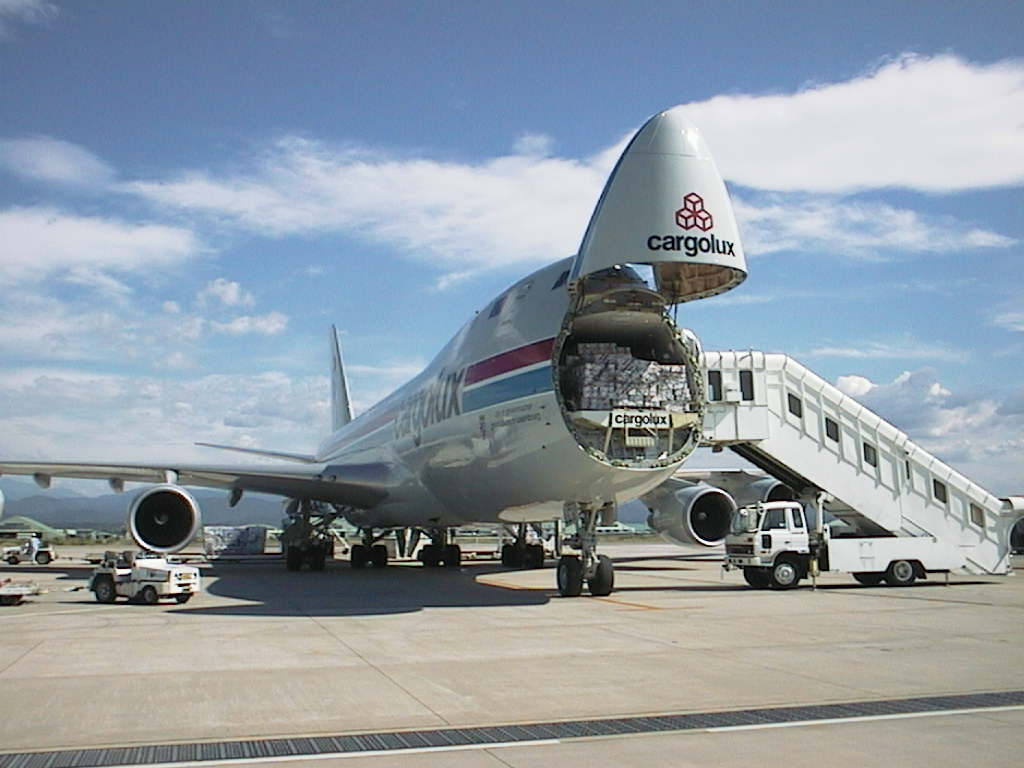

شركات الشحن الجوي (أو شركات نقل البضائع) هي شركات طيران متخصصة في نقل البضائع. بعض هذه الشركات عبارة عن أقسام أو شركات تابعة لشركة طيران أكبر.

## الطائرات المستخدمة
الشركات الكبرى تهدف إلى استخدام طائرات حديثة لعمليات الشحن، إلا أن هناك العديد يستخدمون طائرات قديمة مثل: بوينغ 707، بوينغ 727, دوغلاس دي سي-8 , ماكدونل دوغلاس دي سي - 10، ماكدونل دوغلاس أم دي-11، بوينغ 747-200 إف، إليوشن إل-76. الطائرة دوغلاس دي سي-3 المصنعة منذ أكثر من 60 سنة لا تزال تطير محملة بالبضائع (و ركاب أيضا) حول العالم.

## شركات الشحن الجوي

### شركات شحن متخصصة
- طيران أطلس
- طيران السهم
- نيبون للشحن
- فيديكس إكسبريس
- تي إن تي
- يو بي إس

### شركات شحن تابعة
- القطرية للشحن الجوي
- لوفتهانزا للشحن
- الخطوط الجوية الفرنسية للشحن
- مصر للطيران للشحن
- السعودية للشحن

أقسام شحن غير منفصلة
- الإمارتية للشحن الجوي
- الخطوط الجوية اليابانية للشحن

شركات شحن جوي وبري وبحري 
- شركة البحر السريع لخدمات الشحن البحري الدوليةsea express international marine services co.
- شركة أنظمة الإسناد حول العالم
- وكالة القافلة للشحن الجوي